# Fortis Saxonia

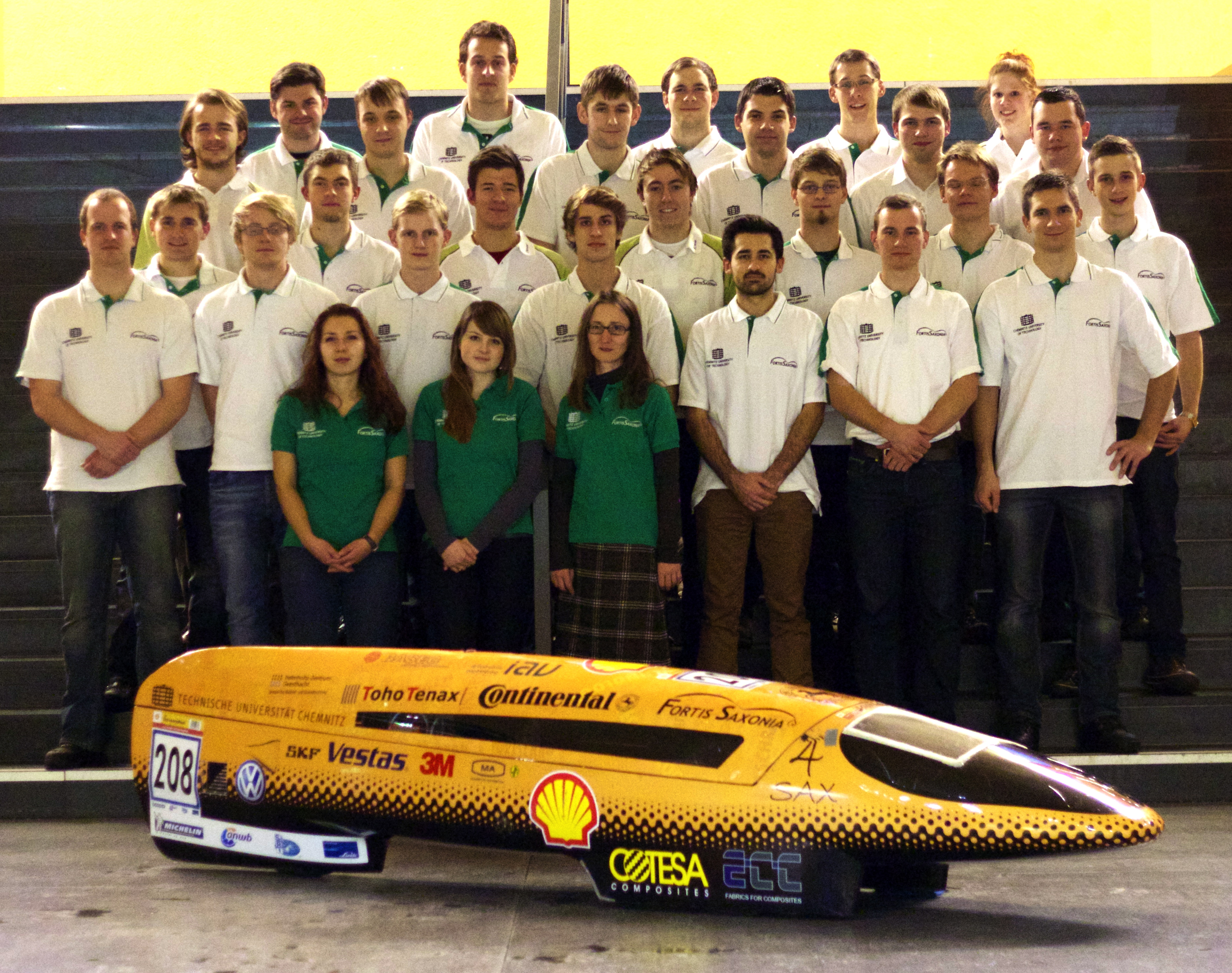
Fortis Saxonia, Teamfoto, 2012

Fortis Saxonia (Kunstwort bestehend aus den lateinischen Wörtern für kraftvoll und Sachsen) ist ein interdisziplinäres Team von Studenten und Absolventen der TU Chemnitz. Ziel ist es, ein leichtes und energieeffizientes Fahrzeug zu bauen. Weiterhin soll für Umweltaspekte im Zusammenhang mit Mobilität sensibilisiert werden. Auf den Prinzipien der Leichtbauweise und der Wirkungsgradoptimierung entwirft das Team alle Fahrzeuge (Sax genannt) selbst. Angetrieben werden diese durch Elektromotoren die ihre Energie von Wasserstoff-Brennstoffzellen beziehen.
Fortis Saxonia ist ein eingetragener gemeinnütziger Verein und besteht aus etwa 20 Studenten und Absolventen. Finanziert wird das Projekt durch Sponsorengelder und Spenden.

## Geschichte
- 2004: Gründung im November durch Mitglieder des Fachschaftsrates Maschinenbau der TU Chemnitz
- 2005: erstmalige Teilnahme am Shell Eco-Marathon in Nogaro/Frankreich. Das Team konnte keine Wertung fahren und schied wegen eines Defektes der Brennstoffzelle aus.
- 2006: 12. Platz von 255 Teilnehmern. Ziel war es, von Chemnitz bis nach Paris (1000 km) mit dem Äquivalent von einem Liter Superbenzin zu kommen. Das Team schaffte durch leichte Bauweise und verbesserte Konstruktionsweise des Sax 1.1 eine Strecke von 1742 km, was fast für den Hin- und noch den Rückweg reichen würde.
- 2007: Sax 2 erreichte den 5. Platz von 262 Teilnehmern und den 3. Platz in der Klasse der Brennstoffzellenfahrzeuge. Die Reichweite betrug 2552 km. Das entspricht einem Energiebedarf von umgerechnet 0,039 Liter Superbenzin pro 100 km Fahrstrecke.
- 2008: Premiere des Sax 3 beim Shell Eco-Marathon. Aufgrund eines wetterbedingten Unfalls konnte keine Wertung erzielt werden.[1]
- 2009: Nach dem Wechsel des Shell Eco-Marathon an den Lausitzring erreichte das Team den 9. Platz von 91 Teilnehmern in der Prototypen-Klasse und den 2. Platz unter den deutschen Wasserstoffteams. Reichweite: 2469 km.
- 2010: Teilnahme mit dem Fahrzeug „Nios“ am Wettbewerb. Es schaffte den 1. Platz im „AutoDesk Design Award – Urban Concept“ und eine Reichweite von 200 km.[2]
- 2011: Sax 3 erreichte den 3. Platz unter den deutschen Wasserstoffteams in der Gesamtwertung. Mit einem Liter Superbenzin konnte umgerechnet eine Strecke von 2688 km zurückgelegt werden.
- 2012: Die Weiterentwicklung des Sax 3, der SAX4 belegte den 7. Platz beim SEM 2012 in Rotterdam. Mit einem Liter Super wurde auf dem Stadtparcours umgerechnet eine Strecke von ca. 2000 Kilometern gefahren.
- 2013: Beim Shell-Eco-Marathon, vom 15.–17. Mai in Rotterdam, belegte der SAX4 den 5. Platz.[3] Damit wurde es das beste deutsche Team in der Kategorie Prototypen (Wasserstoff).
- 2014: Beim Shell-Eco-Marathon, Mai in Rotterdam, Teilnahme mit Umicore EcoBee.[4]
- 2015: Beim Shell-Eco-Marathon in Rotterdam Teilnahme mit Ecobee überarbeitet.[5] Ein vollständiger Wertungslauf konnte nicht erreicht werden.[6]
- 2016: Beim Shell-Eco-Marathon zum 10ten Mal Teilnahme;[7] der Wettbewerb fand erstmals in London im Queen Elizabeth Park statt. Die Strecke beinhaltet vor der Zielgeraden eine 6 %ige Steigung.[8]
- 2017: Beim Shell-Eco-Marathon in London Teilnahme mit neuem Fahrzeug UrbanSAX.[9] Wegen einer verbogenen Aufhängung wurde auf den letzten Wertungslauf verzichtet.[10]
- 2018: Beim Shell-Eco-Marathon in Paris war nach einem Transportschaden kein Abschluss mit Wertungslauf möglich.[11]
- 2019: Start beim Shell Eco-marathon mit UrbanSAX.[12]
- 2022: Start beim Shell Eco-marathon mit UrbanSAX.

## Fahrzeuge
Die selbstentwickelten Fahrzeuge tragen, in Anlehnung an den Teamnamen, überwiegend den Namen Sax.

### Sax 1
Sax 1 war das erste selbstentwickelte Brennstoffzellenfahrzeug von Fortis Saxonia. Der cw-Wert betrug 0,15. Bei einer Masse von 75 kg schaffte das Fahrzeug eine Höchstgeschwindigkeit von 45 km/h. Im Folgejahr wurde es zur Ausbaustufe Sax 1.1 weiterentwickelt. Durch Leichtbauweise mit kohlenstofffaserverstärktem Kunstharz konnte das Gewicht auf 62 kg reduziert werden. Infolgedessen wurde die Reichweite auf über 1700 km erhöht.

### Sax 2

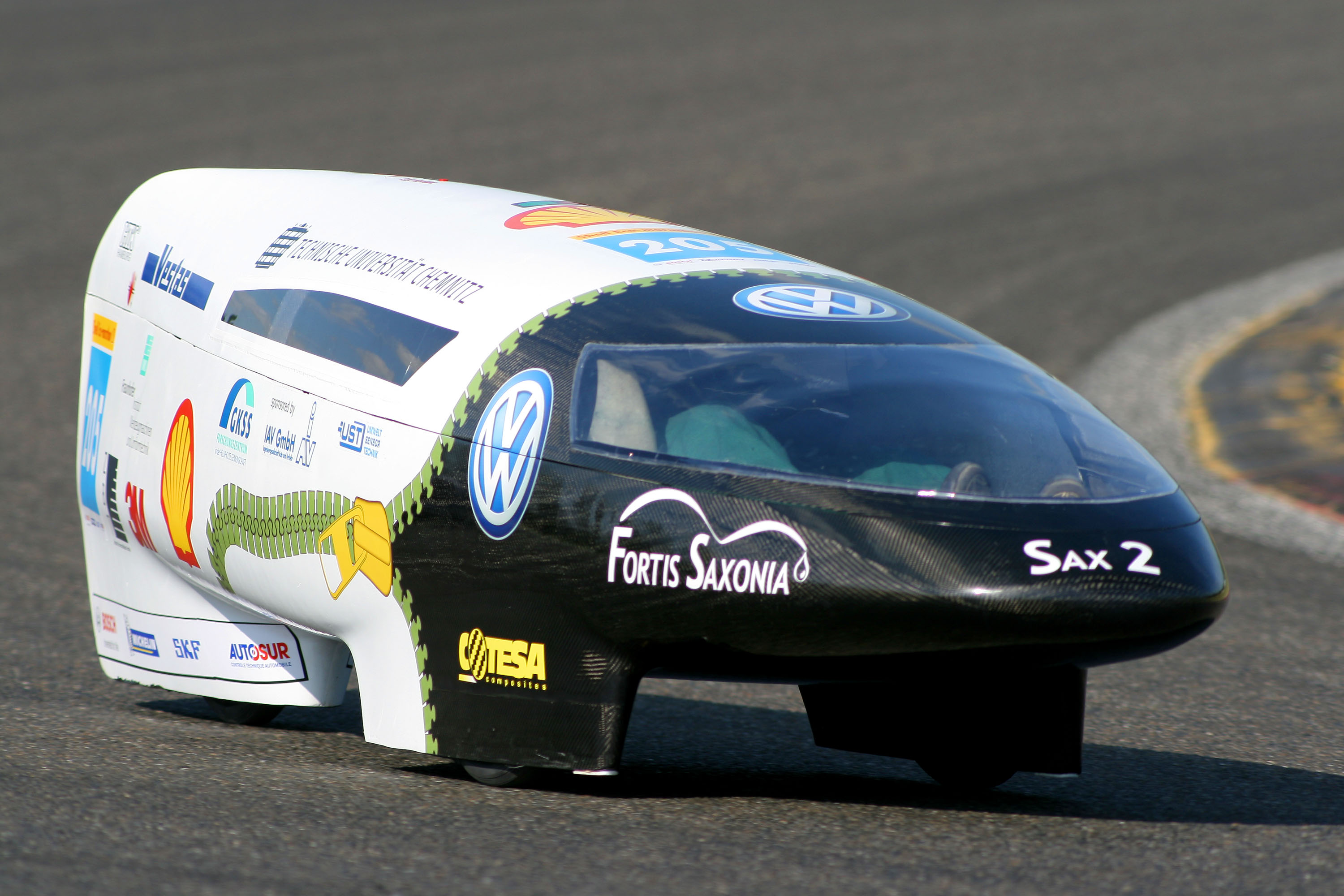
Sax 2 bei seiner Rekordfahrt

Die wichtigste Änderung des Sax 2 stellte das Chassis dar. Durch seine strömungsoptimierte Bauweise konnte der cw-Wert auf 0,11 gesenkt werden. Weitere Verbesserungen nahm das Team an Antrieb und Hinterradlenkung vor.
Das Gewicht wurde durch die neue Form sowie die veränderten Materialien um rund ein Drittel auf ca. 45 kg verringert. Die wirkungsoptimierte Brennstoffzelle sowie die aerodynamisch entscheidend verbesserte Karosserie steigerten dabei die Effizienz des Sax 2 deutlich im Vergleich zu seinem Vorgänger.

### Sax 3

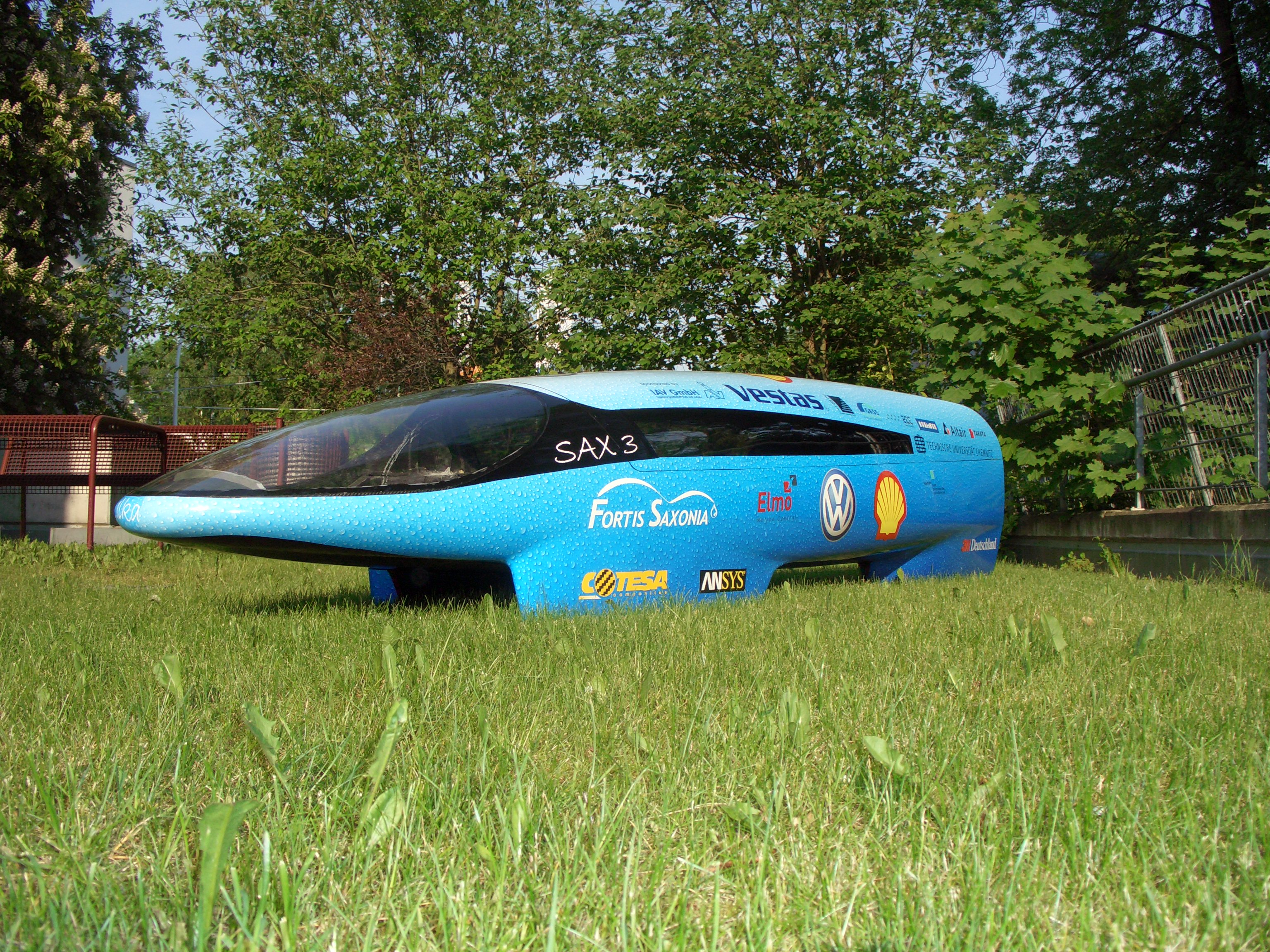
Erster Eindruck von Sax3

Für Sax 3 wurde auf die bewährte äußere Form von Sax 2 zurückgegriffen. Änderungen vollzogen sich lediglich im Detail. So wurde der Lagenaufbau des Kohlefaserchassis ebenso wie die Struktur der Aramidwaben entsprechend der tatsächlichen Belastungen verändert. Die vorher mechanische Lenkung wurde aus Gründen der Sicherheit durch eine mechatronische ersetzt. Durch eine entsprechende Programmierung verhindert dieses Steer-by-Wire-Lenkungssystem ein Ausbrechen des Fahrzeugs bei hohen Geschwindigkeiten.

### Nios
Das Fahrzeug entstand 2010 in Zusammenarbeit mit den Hochschulen Merseburg und Halle. Im Gegensatz zu den Sax-Modellen ist der Nios ein seriennahes Wettbewerbsfahrzeug. Das Konzept des Nios ist darauf ausgerichtet, ökologische Materialien mit alltagstauglichem Raumangebot sowie modularem Aufbau zu kombinieren. Aus diesem Grund erhielt es beim Shell Eco-marathon den Designpreis.

### SAX4
Für SAX4 wird die bewährte äußere Form des Sax 3 übernommen. Änderungen vollzogen sich im Detail. Dabei wurde bei der Entwicklung neben der Optimierung des Kohlefaserchassis und des Antriebssystems hauptsächlich eine Erhöhung der Zuverlässigkeit angestrebt. Die Präsentation des SAX4 erfolgte auf dem Shell Eco-marathon 2012 in Rotterdam.

### Umicore EcoBee
Im Jahr 2013 gab es erste Überlegungen, ein neues Auto zu entwickeln, welches beim Shell-Eco-Marathon in der Kategorie Urban Concept antreten kann. Diese Fahrzeugkategorie ist anders als bei den Prototypen dazu gedacht, später auch im Straßenverkehr fahren zu können. Der Fahrer sitzt im Auto und es gibt auch einen Kofferraum, Dinge, die beim Prototyp nicht unbedingt der Reichweite guttun. Der neue Hauptsponsor Umicore unterstützte den Verein finanziell und auch mit Materialien. Aufgrund der zugrunde liegenden Philosophie – von der Natur lernen – heißt das Auto Umicore EcoBee.
Der EcoBee hat eine Brennstoffzelle mit einer Leistung zwischen 2 und 3 kW und wog 2013 etwa 200 kg.
EcoBee von 2015 hatte eine verbesserte Luftführung mit verändertem Saugkonzept, ein neu konzipiertes, hochintegriertes Brennstoffzellengehäuse, das generativ gefertigt wurde, und eine Synchronmaschine anstelle des bisher verwendeten DC-Motors. Weiter wurde der Antriebsstrang leichter, so dass das Fahrzeuggewicht auf 180 kg verringert wurde.

### UrbanSAX
Fahrzeug mit Brennstoffzelle für den Eco-Marathon 2017. Die angeströmte Fläche ist deutlich kleiner als beim EcoBee, das angezielte Gewicht sind 150 kg. Das Fahrzeug wurde für die Teilnahme 2018 15 kg leichter, aerodynamisch überarbeitet und mit einem kleineren Elektromotor gleicher Leistung ausgestattet.

## Preise und Ehrungen
- Erich-Glowatzky-Preis 2005
- Technical Innovation Award 2006 (Shell Eco-Marathon)
- Shell Communication Award 2006 (Shell Eco-Marathon)
- Sachsen Asse 2006, Kategorie „Wissenschaft“[15]
- Neujahrsempfänge 2007 beim deutschen Bundespräsidenten und beim sächsischen Ministerpräsidenten
- 1. Platz AutoDesk Design Award - Urban Concept 2010